# Fritz Spengler
Friedrich „Fritz“ Spengler (Mannheim, 1908. szeptember 6. – Saarbrücken, 2003. március 10.) olimpiai bajnok német kézilabdázó, edző.
Részt vett az 1936. évi nyári olimpiai játékokon, amit Berlinben rendeztek. A kézilabdatornán játszott, amit a német válogatott meg is nyert. A csapat veretlenül lett bajnok és mindenkit nagy arányban győztek le.
A második világháború után edző és szövetségi kapitány volt.